# Amberd
För andra betydelser, se Amberd (olika betydelser).

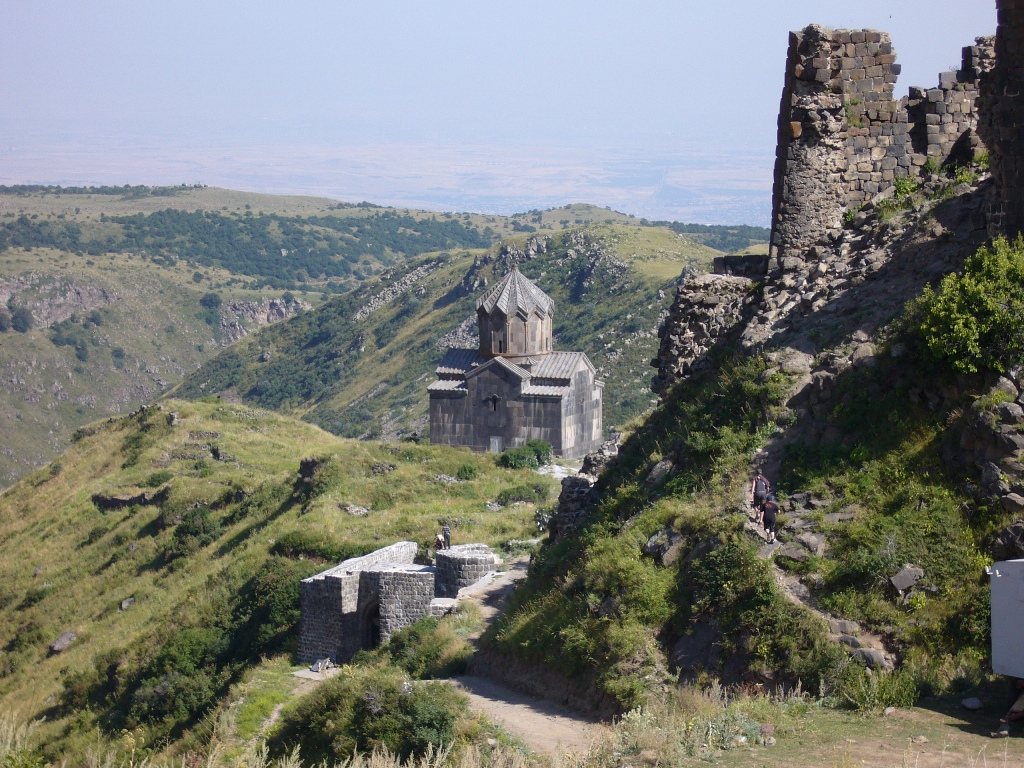
Kyrkan, Surb Astvazazin

Amberd (armeniska: Ամբերդ ), även känd som Anberd (armeniska: Անբերդ) är en fästning som ligger 2 300 m över havet på södra sluttningen av Aragats i Armenien. Byn Bjurakan, ligger 6 km från Amberd.

## Fortress och komplexa
Amberd är en av de sällsynta fästningarna där det finns armenisk militär arkitektur från medeltiden. I fästningen finns även en kyrka, ett badhus, ett centralt värmesystem, vattenförsörjning, stridsvagnar och en hemlig gång från slottet.

## Historia
Man tror att fästningen byggdes av Prins Kamsarakan. Senare köptes fästningen av den armeniska härskaren Bagratuni och han gjorde den till en av de viktigaste fästningarna i riket. 

## Bildgalleri

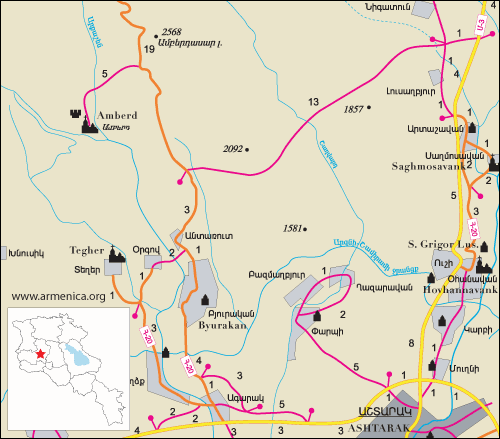
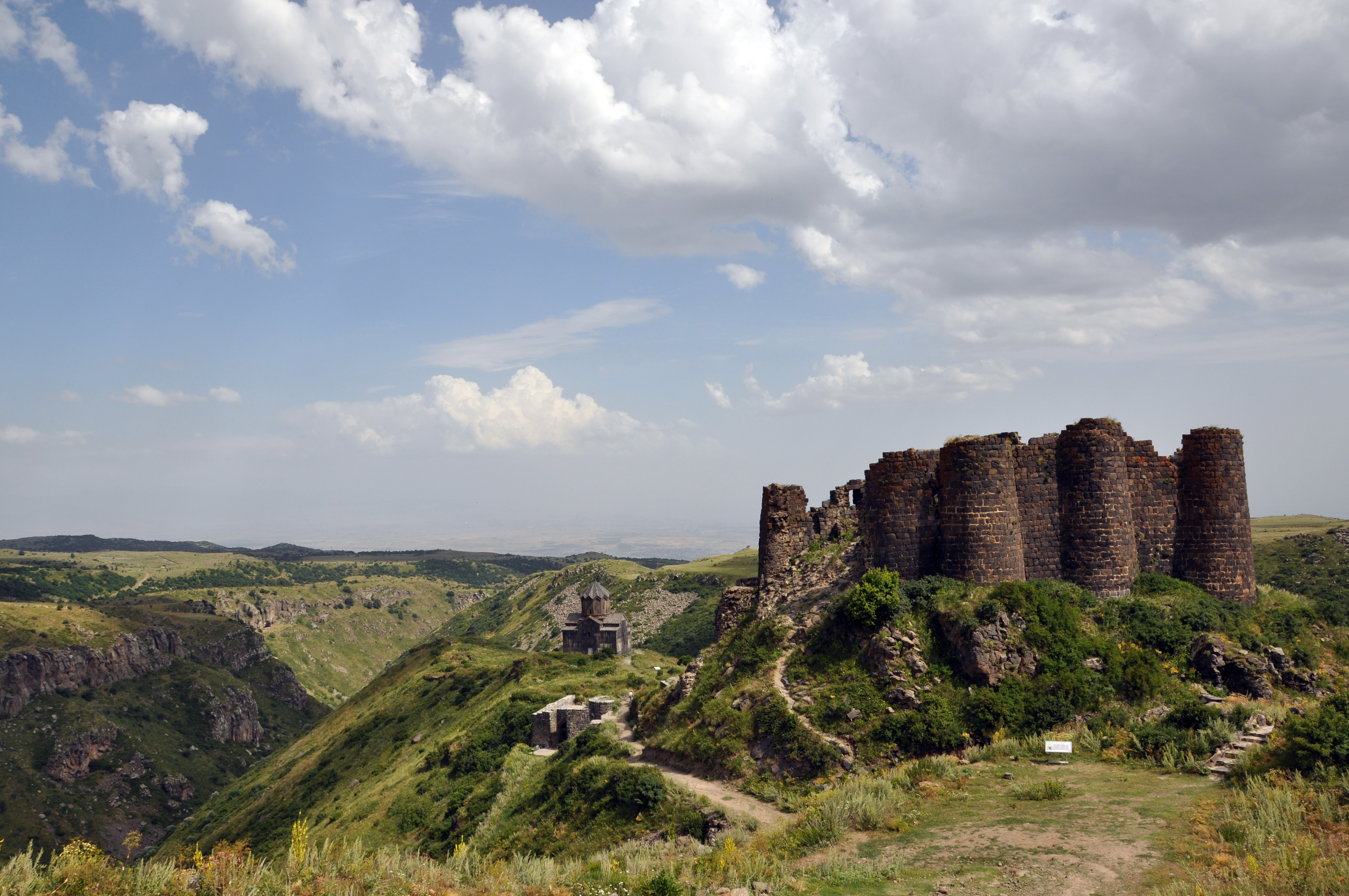
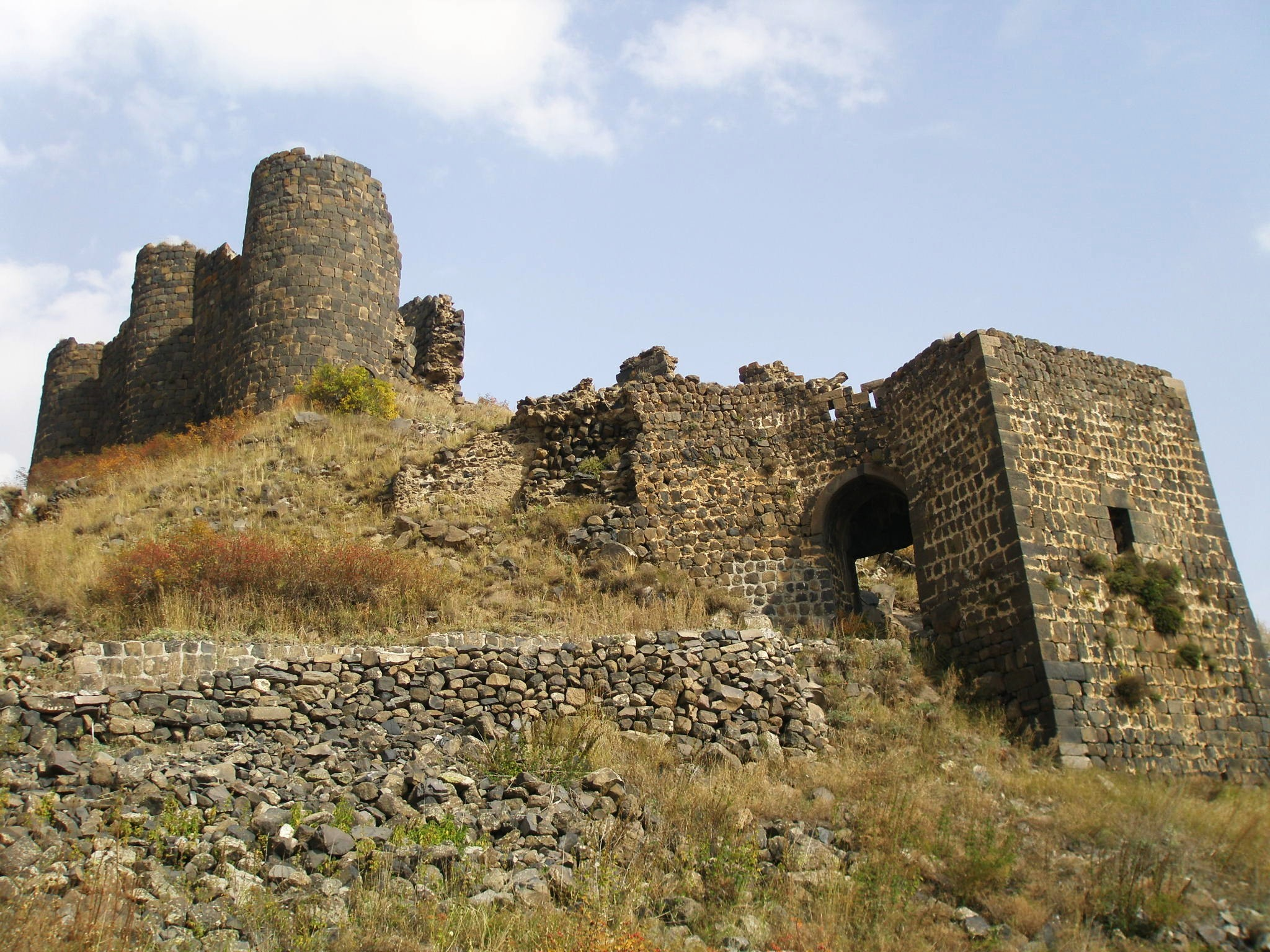
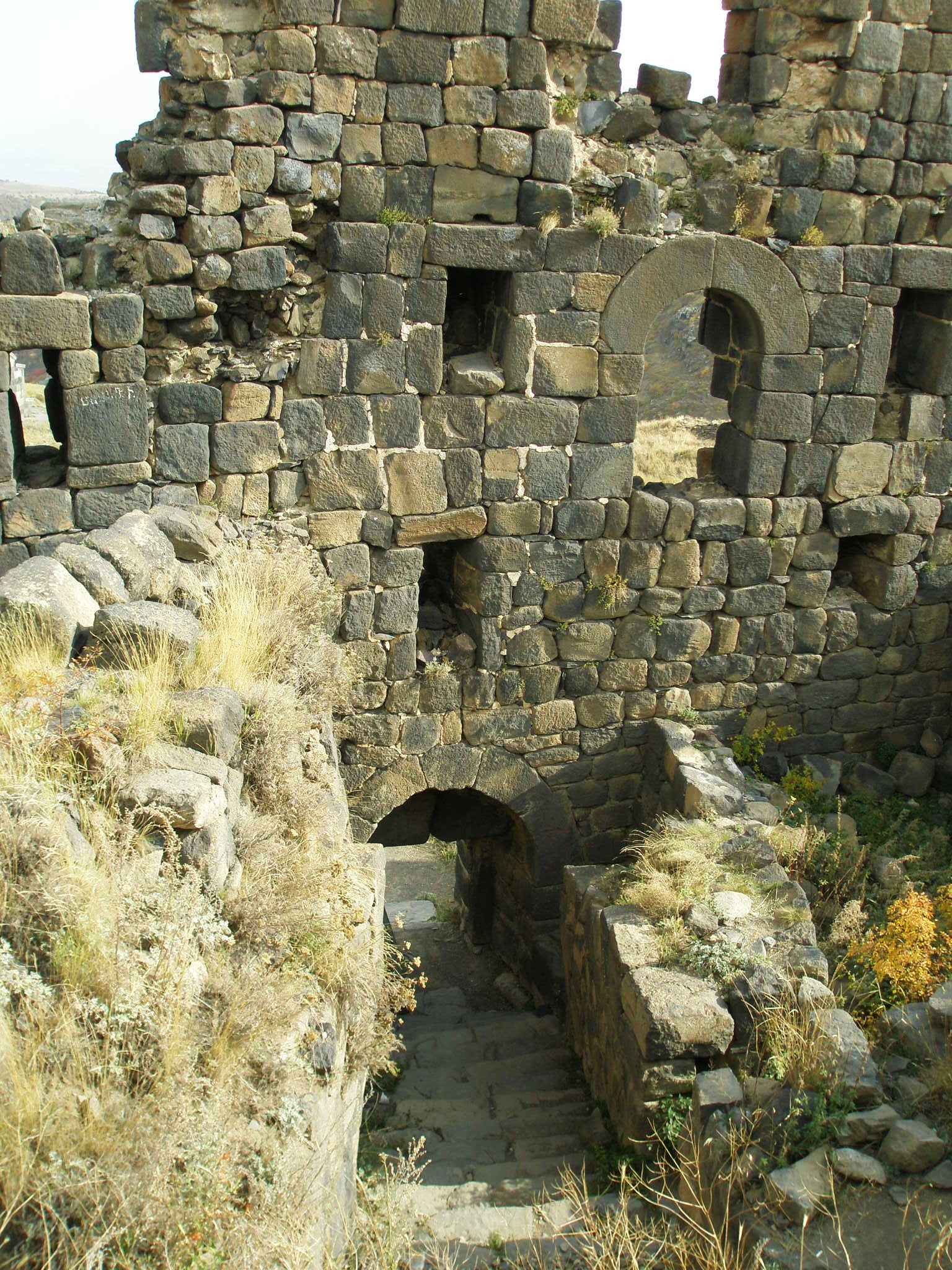
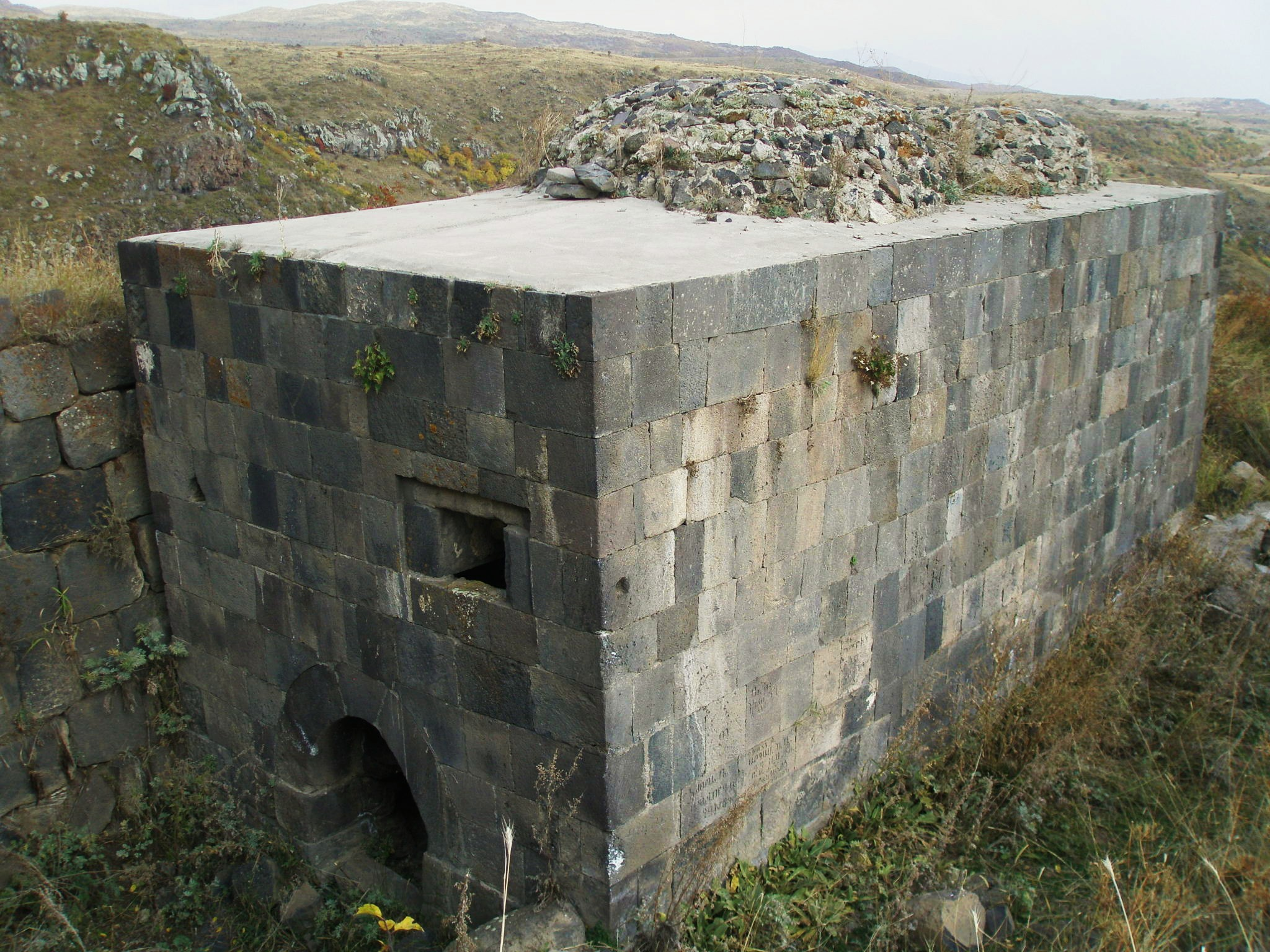
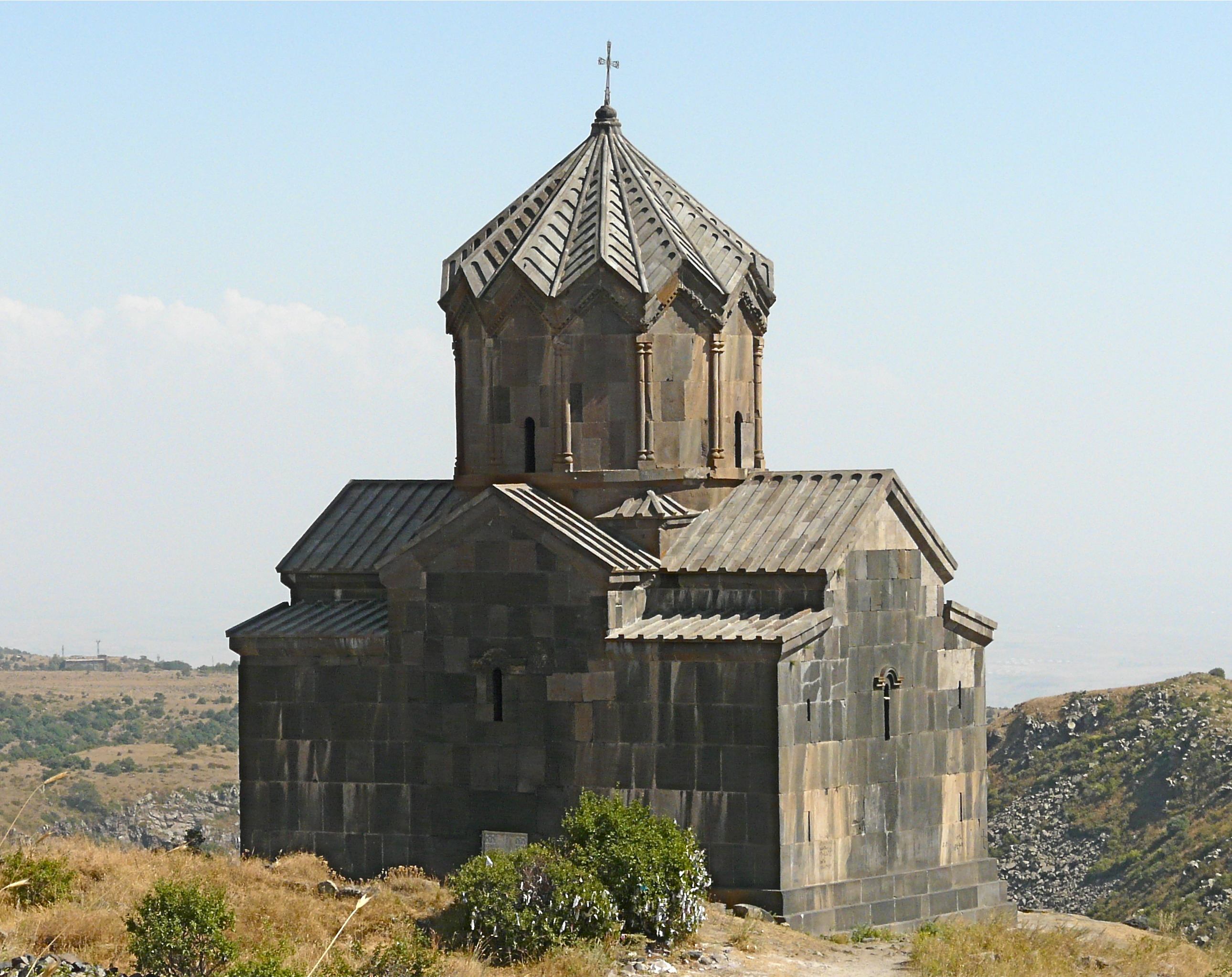
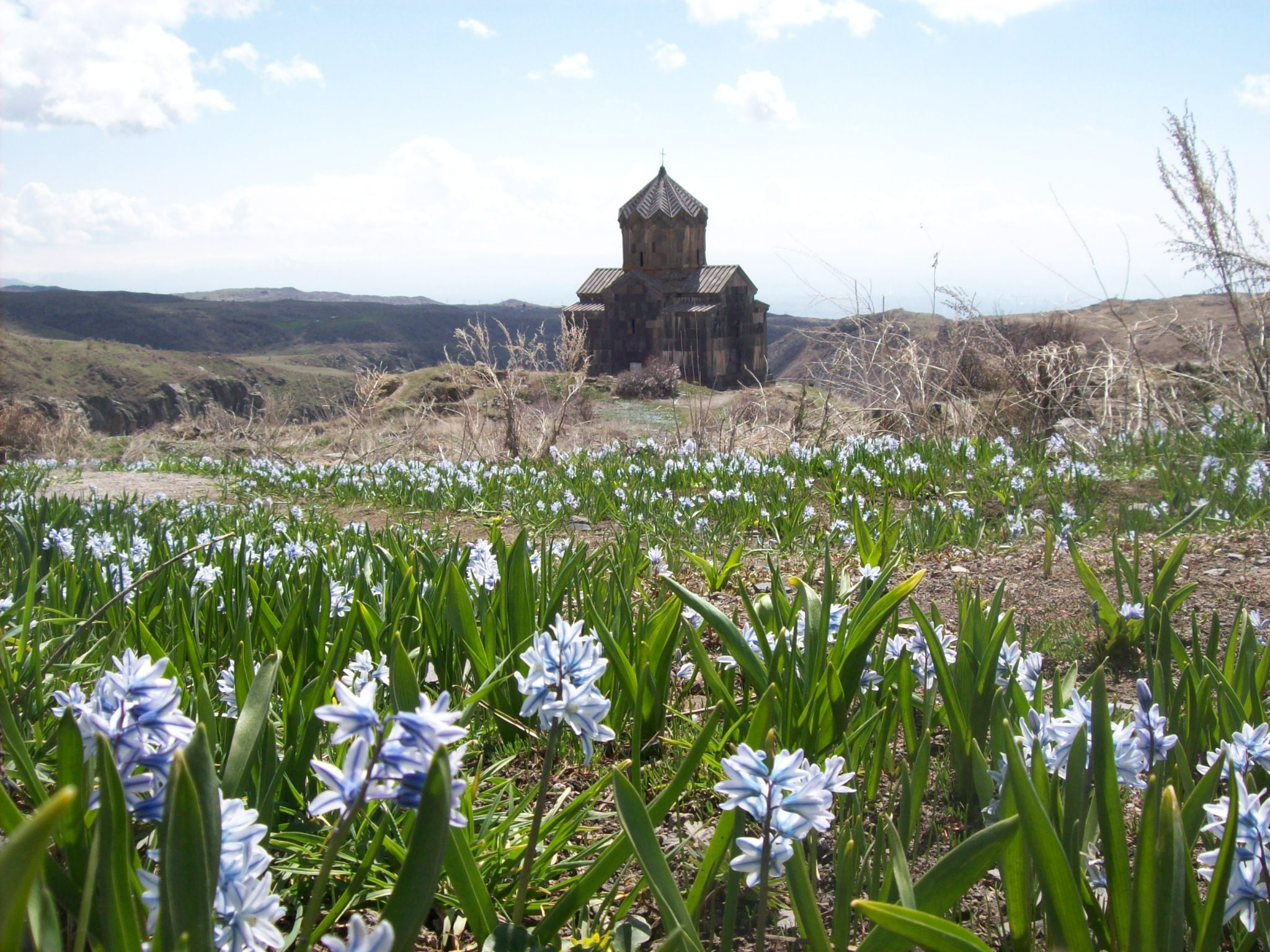